# Oekraïense grondtroepen
De Oekraïense grondtroepen (SVZSU, Oekraïens: Сухопутні війська Збройних сил України), ook wel het Oekraïense leger genoemd, zijn de landstrijdkrachten van de Oekraïense krijgsmacht. De Grondtroepen waren gevormd uit Oekraïense eenheden van het Sovjetleger na de onafhankelijkheid van Oekraïne en traceren hun afkomst tot het leger van 1917-1922 van de Oekraïense Volksrepubliek.
Na het Uiteenvallen van de Sovjet-Unie in 1991 behield Oekraïne zijn legeruitrusting uit het Sovjettijdperk. De strijdkrachten werden na 1991 systematisch ingekrompen en er werd te weinig in geïnvesteerd. Als gevolg daarvan beschikte het Oekraïense leger in juli 2014 over heel weinig van zijn Sovjet-uitrusting in werkende staat en waren de meeste systemen verouderd. Het personeelsaantal was gekrompen en de trainings-, commando- en ondersteunende functies moesten worden verbeterd. Na het begin van de oorlog in de Donbas in april 2014 in Oost-Oekraïne, begon Oekraïne aan een programma om zijn strijdkrachten uit te breiden en te moderniseren. Het personeelsbestand van de Oekraïense strijdkrachten steeg in totaal van 129.950 in maart 2014 naar 204.000 actieve personeelsleden in mei 2015, met 169.000 soldaten in de grondtroepen in 2016. In 2016 bestond het leger voor 75% uit contractmilitairen. Sinds 2014 zijn de grondtroepen van Oekraïne ook uitgerust met steeds modernere tanks, pantserinfanterievoertuigen en vele andere soorten gevechtsuitrusting.